# Релятивістська квантова хімія
Релятивістська квантова хімія — розділ квантової хімії, що поєднує релятивістську механіку з квантовою хімією для пояснення та передбачення властивостей і структури хімічних елементів, особливо важких,  періодичної системи. Яскравим прикладом є пояснення кольору золота; через релятивістські ефекти воно не є сріблястим як більшість інших металів.
Спочатку квантова механіка розвивалася без урахування теорії відносності. Релятивістські ефекти – це різниця між результатами, розрахованими за моделями, які враховують ефекти теорії відносності, і тими, які їх не враховують. Релятивістські ефекти важливі для важких елементів з високим атомним номером, таких як лантаноїди та актиноїди.
Релятивістські ефекти в хімії можна вважати збуреннями або невеликими поправками до теорії нерелятивістської хімії, яка розроблена на основі розв’язків рівняння Шредінгера. Ці поправки виникають за швидкостей електронів, які порівняні зі швидкістю світла. Релятивістські ефекти помітно проявляються у важких елементів, оскільки лише в них електрони досягають достатньої швидкості, щоб елементи мали властивості, які відрізняються від тих, які передбачає нерелятивістська хімія.

## Історія
Рівняння Шредінгера було розроблено без урахування теорії відносності 1926 року. 

1929 року Поль Дірак заявив, що недоліки, які лишаються в квантовій механіці  «… призводять до виникнення труднощів лише тоді, коли задіяні високошвидкісні частинки, і тому не мають значення під час розгляду будови атомів і молекул та хімічних реакцій, в яких звичайні квантово-механічні розрахунки, як правило, достатньо точні, якщо знехтувати релятивістською зміною маси і швидкості та брати до уваги лише кулонівську взаємодію між електронами та ядрами».
Думка Дірака була помилковою. 
- По-перше, електрони на атомних орбіталях s і p рухаються зі значною часткою швидкості світла.
- По-друге, релятивістські ефекти призводять до непрямих наслідків, які особливо проявляються для атомних орбіталей d і f[4].

Релятивістські поправки до рівняння Шредінгера знадобилися, щоб описати тонку структуру атомних спектрів (див. рівняння Дірака), але хіміки тривалий час не звертали увагу на цю та інші події, оскільки атомними спектрами  переймалися здебільшого фізики. Більшість хіміків не були знайомі з релятивістською квантовою механікою, і їхня увага була зосереджена на легких елементах, типових для органічної хімії того часу. 
Хіміки-теоретики в цілому погоджувалися із заявою Дірака аж до 1970 років, коли з'явилися роботи, які вказували на прояви релятивістських ефектів в атомах важких елементів.

## Якісна трактовка
Згідно з теорією відносності релятивістська маса електрона змінюється як
{\displaystyle m_{\text{rel}}={\frac {m_{\text{e}}}{\sqrt {1-(v_{\text{e}}/c)^{2}}}},}
де {\displaystyle m_{e},v_{e},c} — маса спокою, швидкість електрона та швидкість світла відповідно.
Це впливає на радіус Бора,який виражається через масу електрона:
{\displaystyle a_{0}={\frac {\hbar }{m_{\text{e}}c\alpha }},}
де {\displaystyle \hbar } -  приведена стала Планка, α - стала тонкої структури (релятивістська поправка до моделі Бора).
Арнольд Зоммерфельд розрахував, що для 1s-орбітального електрона атома водню з радіусом орбіти 0,0529 нм α ≈ 1/137. Тобто константа тонкої структури показує, що електрон рухається зі швидкістю майже 1/137 швидкості світла. Для елементів із вищим порядковим номером {\displaystyle Z} швидкість 1s електронів можна оцінити, спираючись на формулу {\displaystyle v\approx {\frac {Zc}{137}}}, де {\displaystyle v} - радіальна швидкість електрона. Для золота з Z  = 79, v  ≈ 0,58 c , тому електрон 1s рухатиметься зі швидкістю 58 % від швидкості світла. Підставляючи це значення для v/c у рівняння для релятивістської маси, знаходимо, що mrel  = 1,22 me , і, у свою чергу, вводячи це  значення для радіуса Бора, знаходимо, що радіус зменшується на 22 %.

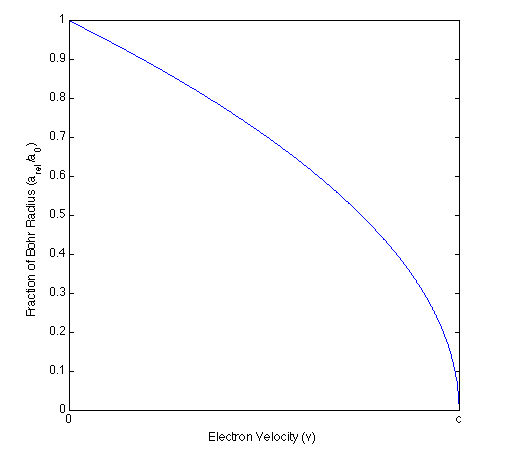
Графік залежності відношення релятивістського радіуса Бора до нерелятивістського від швидкості

Якщо підставити «релятивістську масу» в рівняння радіуса Бора, то отримаємо
{\displaystyle a_{\text{rel}}={\frac {\hbar {\sqrt {1-(v_{\text{e}}/c)^{2}}}}{m_{\text{e}}c\alpha }}.}
Звідси випливає, що
{\displaystyle {\frac {a_{\text{rel}}}{a_{0}}}={\sqrt {1-(v_{\text{e}}/c)^{2}}}.}
Таким чином, релятивістська модель показує, що радіус зменшується зі збільшенням швидкості. Якщо це поширити на атом водню, то радіус Бора дається виразом
{\displaystyle r={\frac {n^{2}}{Z}}a_{0}={\frac {n^{2}\hbar ^{2}4\pi \varepsilon _{0}}{m_{\text{e}}Ze^{2}}},}
де {\displaystyle n} є головним квантовим числом , а Z - атомний номер.
У моделі Бора кутовий момент подається як {\displaystyle mv_{\text{e}}r=n\hbar }. Звідси отримаємо, що  {\displaystyle r=n\hbar /mv_{e}}. Тоді з попереднього рівняння випливає
{\displaystyle {\frac {v_{\text{e}}}{c}}={\frac {Z\alpha }{n}}={\frac {Ze^{2}}{4\pi \varepsilon _{0}\hbar cn}}} або в атомних одиницях {\displaystyle v_{\text{e}}={\frac {Z}{n}}.}
Таким чином, в атомних одиницях
{\displaystyle {\frac {a_{\text{rel}}}{a_{0}}}={\sqrt {1-\left({\frac {Z}{nc}}\right)^{2}}}.}
Як видно з цієї формули, для високих значень Z  та низьких {\displaystyle n}  відношення {\displaystyle {\frac {a_{\text{rel}}}{a_{0}}}<1}.  Це інтуїтивно зрозуміло: електрони з нижчими головними квантовими числами матимуть вищу щільність ймовірності бути ближчими до ядра. Ядро з великим зарядом змусить електрон мати високу швидкість. Вища швидкість електрона означає збільшену релятивістську масу електрона, і в результаті електрони будуть перебувати поблизу ядра більшу частину часу і, таким чином, скорочувати радіус для малих головних квантових чисел
.

## Вплив на властивості хімічних елементів
Періодична таблиця хімічних елементів відображає певні закономірності у періодичній зміні їх властивостей зі зміною атомного номера. Саме ці закономірності надають великого значення періодичній таблиці. Частина хімічних і фізичних відмінностей між елементами 5-го ( Rb – Xe ) і 6-го періодів ( Cs – Rn ) виникає через більші релятивістські ефекти для останнього. Ці релятивістські ефекти особливо помітні для золота та його сусідів у періодичній таблиці – платини та ртуті.

### Ртуть
Ртуть (Hg) має температуру плавлення Тпл.= −39 °C. Зв'язок між атомами ртуті Hg-Hg в її кристалічній гратці слабший за такий у простих речовинах сусідніх із нею елементів — кадмію (Тпл.=321 °C) та золота (Тпл.=1064 °C). Лантаноїдне стиснення лише частково пояснює цю аномалію. На відміну від багатьох металів у газовій фазі ртуть також існує в одноатомній формі Hg(г). Трапляється також сполучення Hg22+ (г) в стабільній формі. Зазначені властивості можна пояснити релятивістськими властивостями зовнішніх електронних оболонок ртуті.
Hg2(г) не формується тому, що 6s2-орбіталь стискається завдяки релятивістським ефектам і через це мало підходить для утворення будь-яких зв'язків з іншими атомами; насправді Hg-Hg з'єднання має бути в основному результатом ван-дер-ваальсових сил, що пояснює, чому взаємодія Hg-Hg досить слабка, що дозволяє ртуті перебувати в рідкому стані за кімнатної температури.
Різниця у властивостях між Au2(г) и Hg(г) подібна до різниці між H2(г) и He(г). Саме через релятивістське стиснення 6s2-орбіталі газоподібну ртуть можна назвати «псевдо-благородним газом».

### Колір золота та цезію

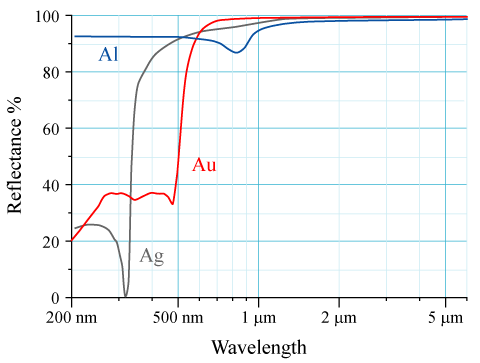
Криві спектрального відбиття для алюмінієвих (Al), срібних (Ag) і золотих (Au) металевих дзеркал

Відбивна здатність алюмінію ( Al ), срібла (Ag) і золота (Au) показана на графіку праворуч. Людське око бачить електромагнітне випромінювання з довжиною хвилі близько 600 нм як жовте. Золото виглядає жовтим, оскільки воно поглинає синє світло більше, ніж інші видиме світло, тому відбитому світлу, що досягає ока, не вистачає синього в порівнянні з падаючим світлом. Оскільки жовтий доповнює синій, шматочок золота під білим світлом виглядає жовтим для людських очей.
За поглинання синього світла відповідає електронний перехід з орбіталі 5d на орбіталь 6s. Аналогічний перехід відбувається в сріблі, але релятивістські ефекти менші, ніж у золоті. У той час як 4d-орбіталь срібла відчуває деяке релятивістське розширення, а 5s-орбіталь деяке скорочення, відстань 4d–5s у сріблі набагато більша, ніж відстань 5d–6s у золоті. Релятивістські ефекти збільшують відстань орбіталі 5d від ядра атома і зменшують відстань орбіталі 6s.
Цезій, найважчий із лужних металів, який можна зібрати в кількості, достатній для огляду, має золотистий відтінок, тоді як інші лужні метали сріблясто-білі. Однак релятивістські ефекти не дуже значні за Z = 55 для цезію (недалеко від Z = 47 для срібла). Золотистий колір цезію зумовлений зменшенням частоти світла, необхідного для збудження електронів лужних металів у міру зменшення номера групи. Для літію ця частота лежить в ультрафіолеті, але для цезію вона досягає синьо-фіолетового кінця видимого спектру; іншими словами, плазмонна частота лужних металів стає нижчою від літію до цезію. Таким чином, цезій переважно пропускає та частково поглинає фіолетове світло, тоді як інші кольори (з меншою частотою) відбиваються; тому він виглядає жовтуватим.

### Свинцево-кислотна батарея
Без врахування релятивістських ефектів очікується , що свинець ( Z = 82) поводитиметься так само, як олово ( Z = 50), тому олов’яно-кислотні акумулятори повинні працювати так само добре, як і свинцево-кислотні акумулятори, які зазвичай використовуються в автомобілях. Однак розрахунки показують, що приблизно 10 із 12 В, які виробляє 6-елементна свинцево-кислотна батарея, виникають винятково через релятивістські ефекти, що пояснює, чому олов’яно-кислотні батареї не працюють.

### Ефект інертної пари
У комплексах Tl(I) ( талій ), Pb(II) ( свинець ) і Bi(III) ( вісмут ) існує електронна пара 6s2. Ефект інертної пари — це схильність цієї пари електронів чинити опір окисленню через релятивістське скорочення 6s-орбіталі
.

### Інші явища
Інші явища, які зазвичай пояснюються за допомогою релятивістських ефектів:
- Існування фториду ртуті (IV)[11][12]
- Аурофільність[13][14]
- Кристалічна структура свинцю (ГЦК замість алмазоподібної)
- Вражаюча схожість між цирконієм і гафнієм
- Невеликі атомні радіуси францію та радію
- Близько 10% лантаноїдного стиснення пояснюється релятивістською поправкою до маси електрона
- Для деяких елементів (наприклад, золото-79 майже вдвічі щільніше, ніж свинець-82) понад 10 % стиснення пояснюється релятивістською поправкою
- Стиснення валентної орбіталі у ртуті послаблює зв'язок між сусідніми атомами в кристалічній гратці — із цим пов'язують факт, що вона рідка за кімнатної температури, на відміну від простих речовин сусідніх хімічних елементів[5].